# 中华民国军政府鄂军都督府组织结构与主要官员

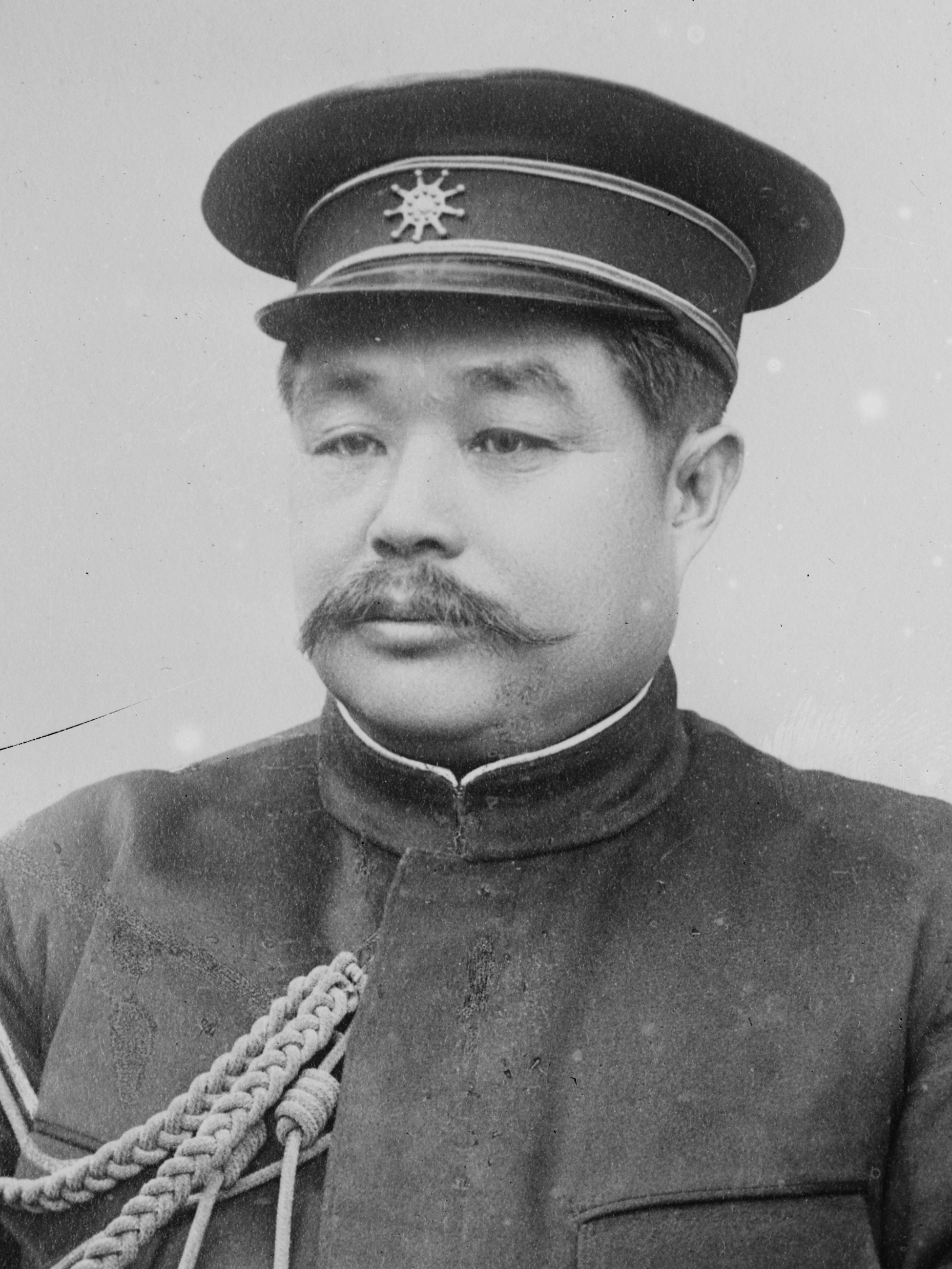
中華民國軍政府鄂軍都督府都督黎元洪

本条目为中华民国军政府鄂军都督府（1911年10月至12月）的组织结构与主要官员名单。

## 组织结构与主要官员（1911年10月11日－1911年10月17日）
1911年10月11日中华民国军政府鄂军都督府成立后推选出都督一人，同时设谋略处并推选谋略15人。翌日，改设参谋（由谋略处改设）、军务、政务、外交四部。
- 都督：黎元洪
- 谋略处（10月12日改为参谋部）
  - 谋略（15人）：蔡济民、吴醒汉、张廷辅、邓玉麟、高尚志、徐达明、王宪章、王文锦、陈宏诰、谢石钦、李作栋、张辉禧、蔡大辅、胡瑛、刘公
- 秘书厅
  - 文书长：冯禹弼
  - 会计长：向訏謨
  - 铨叙长：李翊东
- 参谋部（由谋略处改设）
  - 部长：张景良
  - 副部长：杨开甲、杨玺章
  - 参谋（15人）：吴兆麟、汪秉乾、王文锦、甘绩熙、蔡济民、吴醒汉、周定原、张辉禧、何锡藩、姚金墉、高尚志、钱芸生、张振武、徐达明、徐万年
- 军务部
  - 部长：孙武（张振武代）
  - 副部长：张振武、蔡绍忠
  - 参议：邓玉麟、聂豫、刘熙卿、夏道南、李翔东
- 政事部
  - 部长：汤化龙（张知本代）
  - 副部长：张知本
  - 局长：舒礼鉴（内务局）、胡瑞霖（财务局）、张国溶（编制局）、阮毓崧（文书局）、马刚侯（交通局）、黄中恺（外交局）、张知本（司法局）
- 外交部
  - 部长：胡瑛
  - 副部长：王正廷（未到任）
- 招贤馆（集贤馆）
  - 馆长：刘度成
  - 副馆长：任立年
- 警卫司令部
  - 司令：甘绩熙

## 组织结构与主要官员（1911年10月17日－1911年12月31日）
10月17日发布的《军政府暂行条例》改设司令、军务、参谋、政事四部，同月25日《中华民国鄂军政府改订暂行条例》取消了政事部，改设内务、外交、理财、交通、司法、编辑等6个部，后又增设总监察、教育、实业3个部，连同原有3个部（除政事部），共12个部。
- 都督：黎元洪
- 秘书处
  - 秘书长：杨玉如→饶汉祥
  - 秘书：陈寿熙、李廉方、冯亚伟、李基鸿、蒋文汉、陈重民、金振声、萧日昌、饶汉祥、宋康复、王世杰、殷树滋、杨霆垣、胡朝宗、欧阳葆真、方作舟、瞿瀛、胡吉陔、范熙仁、梁柏年、周龙骧、阮毓崧、范叔衡、戴祥云、刘钟秀、杨玉如、覃振、郭泰祺
  - 处长：雷金龙（庶务处）、鲁俊英（会计处）、程定远（军法处）、高元藩（警务筹备处）
  - 参议：钱荟生、冯中兴、黄祯祥、耿毓生、沈尚元、钟振声、李振铎、周拓疆
  - 军事参议官：蒋兰圃、黄元吉、朱树烈、胡祖舜
  - 顾问：居正、蒋翊武
  - 卫队司令：吕丹书
- 军令部
  - 部长：黎元洪→杜锡钧
- 参谋部
  - 部长：张景良
  - 副部长：杨开甲、杨玺章
- 军务部
  - 部长：孙武（张振武代）
  - 副部长：张振武、蔡绍忠
- 内务部
  - 部长：冯开浚→杨时杰
  - 副部长：周之瀚→周汝翼
- 外交部
  - 部长：胡瑛
  - 副部长：王正廷
- 理财部
  - 部长：陶德琨→李作栋
  - 副部长：潘祖裕
- 司法部
  - 部长：张知本
  - 副部长：彭汉遗→夏道南
- 交通部
  - 部长：熊继贞
  - 副部长：傅立相
- 编制部
  - 部长：汤化龙→徐声金
  - 副部长：张海若→李逢年
- 总监察部
  - 总监察：刘公
  - 各属总稽查长：蔡汉卿
  - 副稽查长：王子英
  - 各部总稽查：蔡济民、谢石钦、梅宾玑、高振霄、牟鸿勋、苏成章、陈宏浩、钱守范
- 教育部
  - 部长：苏成章
  - 副部长：查光佛
- 实业部
  - 部长：李四光
  - 副部长：牟鸿勋
- 直属其他机关
  - 汉口军政分府
    - 主任：詹大悲
    - 处长：詹大悲（军事处）、温楚珩（政务处）、何海鸣（参谋处）、吴昆（秘书处）

  - 汉阳兵工厂
    - 总办：曹国勋→萧佐汉

  - 公报社
    - 社长：牟鸿勋